# Гродзисько-Нове
Гродзисько-Нове (пол. Grodzisko Nowe) — село в Польщі, у гміні Гродзисько-Дольне Лежайського повіту Підкарпатського воєводства.
Населення — 804 особи (2011).
У 1975-1998 роках село належало до .

## Демографія
Демографічна структура станом на 31 березня 2011 року:
|          | Загалом | Допрацездатний вік | Працездатний вік | Постпрацездатний вік |
| -------- | ------- | ------------------ | ---------------- | -------------------- |
| Чоловіки | 401     | 90                 | 261              | 50                   |
| Жінки    | 403     | 93                 | 219              | 91                   |
| Разом    | 804     | 183                | 480              | 141                  |